# دانشگاه داکا
دانشگاه داکا (بنگالی: ঢাকা বিশ্ববিদ্যালয় [ɖʰaka biʃʃobiddalɔe̯], به اختصار DU) کهن‌ترین دانشگاه موجود در بنگلادش است. این دانشگاه در سال ۱۹۲۱ در عهد راج بریتانیا، بنا نهاده شده‌است. پس از چندپارگی هند، این مکان به مرکزی برای فعالان ترقی‌خواهی و دموکراتیک در پاکستان بدل شد. دانشجویان و استادان دانشگاه نیز نقشی کلیدی در ایجاد ناسیونالیسم بنگلادشی و جنگ آزادی‌بخش بنگلادش داشتند.